# 大航海時代叢書
大航海時代叢書（だいこうかいじだいそうしょ）は、1960年代から90年代にかけ、2期に分け岩波書店から刊行された、大航海時代に関する叢書である。

## 概要
15世紀末から17世紀初めにかけての、大航海時代当時の西欧人（ポルトガル人・スペイン人・イタリア人・オランダ人・フランス人・イギリス人）による、日本を含む非西欧世界の記録（航海記・探検記・見聞録・民族誌など）を日本語訳・収録した一大叢書であり、刊行当時においては大半の原本が初訳であった。
第Ⅰ期は1965年7月 - 70年10月に［全11巻・別巻1］、第Ⅱ期は1979年6月 - 92年9月に［全25巻］、さらに第Ⅱ期の刊行と並行し「エクストラ・シリーズ」が1985年 - 87年に［全5巻］で、各・刊行された。エクストラ・シリーズおよび別巻を併せると総計全42巻に及び、完結まで27年を要した。2023年に「岩波オンデマンドブックス」で再刊された（オンデマンド版のペーパーバック）。
本叢書に収められた書目の一部は、岩波文庫版で改訂刊行されている。

## 内容・巻構成

### 第Ⅰ期
会田由・飯塚浩二・井沢実・泉靖一・岩生成一の監修により『大航海時代叢書』として刊行された。第1回配本（1965年7月）は第1巻『航海の記録』で、第11回配本（1970年3月）の『日本教会史 下』で全11巻が完結、同年9月に別巻が刊行された。1991年11月、第Ⅱ期完結を前に全巻が一括復刊された。収録されたテクストはイタリア人・スペイン人・ポルトガル人など、大航海時代の初期に活躍した人物の著作が中心になっている。
1. コロンブス アメリゴ ガマ バルボア マゼラン 航海の記録 （1965年7月刊） ISBN 4000085018
  1. 「クリストーバル・コロンの四回の航海」〈林屋永吉：訳〉
  2. 「アメリゴ・ヴェスプッチの書簡集」〈長南実：訳 / 増田義郎：注〉
  3. 「ドン・ヴァスコ・ダ・ガマのインド航海記」〈野々山ミナコ：訳 / 増田義郎：注〉
  4. 「バルボアの太平洋発見」〈野々山ミナコ：訳 / 増田義郎：注〉
  5. 「マガリャンイス最初の世界一周航海」〈長南実：訳 / 増田義郎：注〉
2. アズララ（英語版） カダモスト 西アフリカ航海の記録 （1967年1月刊）  ISBN 4000085026
  1. アズララ 「ギネー発見征服誌」〈長南実：訳 / 川田順造：注〉
  2. カダモスト 「航海の記録」〈河島英昭：訳 / 山口昌男：注〉
3. アコスタ 新大陸自然文化史 上 〈増田義郎：訳〉 （1966年1月刊） ISBN 4000085034
4. アコスタ 新大陸自然文化史 下 〈増田義郎：訳〉 （1966年7月刊） ISBN 4000085042
5. トメ・ピレス（英語版） 東方諸国記 〈生田滋・池上岑夫・加藤栄一・長岡新治郎：訳〉 （1966年10月刊） ISBN 4000085050
6. ゴンサーレス・デ・メンドーサ シナ大王国誌 〈長南実・矢沢利彦：訳〉 （1965年11月刊） ISBN 4000085069
7. モルガ（英語版） フィリピン諸島誌 〈神吉敬三：訳 / 箭内健次：訳・注〉 （1966年4月刊） ISBN 4000085077
8. リンスホーテン（英語版） 東方案内記 〈岩生成一・渋沢元則・中村孝志：訳〉 （1968年9月刊） ISBN 4000085085
9. ジョアン・ロドリーゲス 日本教会史 上 〈江馬務・佐野泰彦・土井忠生・浜口乃二雄：訳〉 （1967年10月刊） ISBN 4000085093
10. ジョアン・ロドリーゲス 日本教会史 下 〈池上岑夫・伊東俊太郎・佐野泰彦・長南実・土井忠生・浜口乃二雄・藪内清：訳〉 （1970年3月刊） ISBN 4000085107
11. アビラ・ヒロン 日本王国記 / ルイス・フロイス 日欧文化比較 （1965年9月刊） ISBN 4000085115
  1. アビラ・ヒロン 「日本王国記」〈佐久間正：訳・注 / 会田由：訳 / 岩生成一：注〉
  2. ルイス・フロイス 「日欧文化比較」〈岡田章雄：訳・注〉
12. 別巻 大航海時代 概説 年表 索引〈飯塚浩二・井沢実・泉靖一・岩生成一・増田義郎・箭内健次〉 （1970年10月刊） ISBN 4000085123

### 第Ⅱ期
生田滋・越智武臣・高瀬弘一郎・長南実・中野好夫・二宮敬・増田義郎を編集委員に『大航海時代叢書 第Ⅱ期』として刊行された。第1回配本（1979年6月）は第Ⅱ期1巻『インカ帝国史』で、最終回配本（1992年9月）の第Ⅱ期25巻『インディアス史 5』をもって全25巻が完結した。完結後の1992年11月 - 94年11月、巻数順に復刊された。第Ⅱ期刊行分では、スペイン人・ポルトガル人・イタリア人のものに加え、大航海時代の後期に活動したオランダ人・イギリス人・フランス人の著作にも多くの巻が割かれており、より当時の状況を多面的に見ることが可能となっている。
1. ブーチェ カミーニャ（英語版） マガリャンイス（ポルトガル語版） ピガフェッタ（英語版） ヨーロッパと大西洋 （1984年12月刊） ISBN 4000085212
  1. ブーチェ 「カナリア諸島征服記」〈細川哲士：訳・注〉
  2. カミーニャ 「国王宛て書簡」〈池上岑夫：訳・注〉
  3. マガリャンイス 「ブラジル誌」〈池上岑夫：訳・注〉
  4. ピガフェッタ 「コンゴ王国記」〈河島英昭：訳 / 松園万亀雄：注〉
2. ジョアン・デ・バロス アジア史 1 〈生田滋：訳・注 / 池上岑夫：訳〉 （1980年3月刊） ISBN 4000085220
3. ジョアン・デ・バロス アジア史 2 〈生田滋：訳・注 / 池上岑夫：訳〉 （1981年3月刊） ISBN 4000085239
4. アルヴァレス（英語版） エチオピア王国誌 〈長島信弘：注・解説 / 池上岑夫：訳〉 （1980年1月刊） ISBN 4000085247
5. モンセラーテ（スペイン語版） ムガル帝国誌 / パイス・ヌーネス ヴィジャヤナガル王国誌 （1984年2月刊） ISBN 4000085255
  1. モンセラーテ 「ムガル帝国誌」〈清水廣一郎：訳・解説 / 池上岑夫：訳 / 小谷汪之：注・解説〉
  2. パイス・ヌーネス 「ヴィジャヤナガル王国誌」〈浜口乃二雄：訳 / 重松伸司：注・解説〉
6. イエズス会と日本 1 〈高瀬弘一郎：訳・注〉 （1981年1月刊） ISBN 4000085263
7. イエズス会と日本 2 〈岸野久：訳 / 高瀬弘一郎：訳・注〉 （1988年2月刊） ISBN 4000085271
8. リッチ 中国キリスト教布教史 1 〈矢沢利彦：注 / 川名公平：訳 / 平川祐弘：解説〉 （1982年11月刊） ISBN 400008528X
9. リッチ 中国キリスト教布教史 2 / セメード チナ帝国誌〈川名公平：訳 / 矢沢利彦：訳・注〉 （1983年11月刊） ISBN 4000085298
10. ハウトマン（英語版） ファン・ネック（英語版） 東インド諸島への航海 〈生田滋：注 / 渋沢元則：訳〉 （1981年12月刊） ISBN 4000085301
11. フーンス（英語版） フリート（オランダ語版） コイエット オランダ東インド会社と東南アジア （1988年7月刊） ISBN 400008531X
  1. ファン・フーンス 「ジャワ旅行記」〈生田滋：訳・注〉
  2. ファン・フーンス 「ジャワ島の短い記述」〈生田滋：訳・注〉
  3. ファン・フリート 「シアム王国記」〈生田滋：訳・注〉
  4. ファン・フリート 「シアム王統記」〈生田滋：訳・注〉
  5. フレデリク・コイエット 「閑却されたるフォルモサ」〈生田滋：訳・注〉
12. サアグン コルテス ヘレス（英語版） カルバハル（英語版） 征服者と新世界 〈増田義郎：解説〉 （1980年10月刊）  ISBN 4000085328
  1. サアグン（編） 「メシコの戦争」（小池佑二：訳・注・解題）
  2. コルテス 「報告書翰」（伊藤昌輝：訳 / 増田義郎：解題・注）
  3. ヘレス 「ペルーおよびクスコ地方征服に関する真実の報告」（増田義郎訳・注）
  4. カルバハル 「アマゾン川の発見」（大貫良夫：訳・注 解題）
13. ソリタ ヌエバ・エスパニャ報告書 / ランダ ユカタン事物記 （1982年7月刊） ISBN 4000085336
  1. ソリタ 「ヌエバ・エスパニャ報告書」〈小池佑二：訳・注〉
  2. ランダ 「ユカタン事物記」〈林屋永吉：訳 / 増田義郎：注〉
14. モトリニーア（英語版） ヌエバ・エスパーニャ布教史 〈小林一宏：訳・注〉 （1979年10月刊） ISBN 4000085344
15. シエサ・デ・レオン（スペイン語版、英語版） インカ帝国史（スペイン語版） 〈増田義郎：訳・注・解説〉 （1979年6月刊）  ISBN 4000085352
16. ペドロ・ピサロ（英語版） オカンポ アリアーガ（英語版） ペルー王国史 （1984年10月刊） ISBN 4000085360
  1. ペドロ・ピサロ 「ピルー王国の発見と征服」〈増田義郎：訳・注〉
  2. オカンポ 「ビルカバンバ地方についての記録」〈旦敬介：訳・注〉
  3. アリアーガ 「ピルーにおける偶像崇拝の根絶」〈増田義郎：訳・注〉
17. ジェンキンソン（英語版） ドレイク ランカスター（英語版） スコット ホーキンズ イギリスの航海と植民 1〈越智武臣：解説〉 （1983年2月刊） ISBN 4000085379
  1. ジェンキンソン 「モスクワからブハラへの船旅」〈朱牟田夏雄：訳・注 / 越智武臣：解題・注〉
  2. ランカスター 「東インドへの航海」〈朱牟田夏雄：訳・注 / 越智武臣解題・注〉
  3. スコット 「ジャワ滞留記」〈朱牟田夏雄：訳・注 / 越智武臣：解題・注〉
  4. ホーキンズ 「西インドへの航海」〈朱牟田夏雄：訳・注 / 越智武臣：解題・注〉
  5. ドレイク 「サ・フランシス・ドレイク : 再評価」〈中野好夫訳・注 / 越智武臣：解題・注〉
18. ハクルート（英語版） ローリ スミス バーロー レーン ハリオット イギリスの航海と植民 2 （1985年9月刊） ISBN 4000085387
  1. ハクルート 「西方植民論」〈越智武臣：訳・注〉
  2. バーロー 「アメリカ海岸への最初の航海」〈平野敬一：訳・注 / 川北稔：解題・注〉
  3. レーン 「ロアノーク島入植記」〈平野敬一：訳・注 / 川北稔：解題・注〉
  4. ハリオット 「ヴァージニア報告」〈平野敬一：訳・注 / 川北稔：注 / 川島昭夫：解題・注〉
  5. 付「ホワイトによる水彩画」〈川島昭夫：解題〉
  6. スミス 「ヴァージニア入植についての真実の話」〈平野敬一：訳・注 / 川北稔：解題・注〉
  7. ローリ 「ギアナの発見」〈平野敬一：訳 / 増田義郎：解題・注〉
19. カルチエ テヴェ（英語版） フランスとアメリカ大陸 1 〈二宮敬：解説〉 （1982年3月刊） ISBN 4000085395
  1. ジャック・カルチェ 「航海の記録」（西本晃二：訳）
  2. アンドレ・テヴェ 「南極フランス異聞」（山本顕一：訳・注）
20. レリー（英語版） ロードニエール（英語版） ル・シャルー（フランス語版） フランスとアメリカ大陸 2 〈西本晃二ほか：訳〉 （1987年9月刊） ISBN 4000085409
  1. ジャン・ド・レリー 「ブラジル旅行記」〈二宮敬：訳・注〉
  2. ロードニエール / ル・シャルーほか 「フロリダへの航海」〈宮下志朗・高橋由美子：訳・注〉 - ロードニエール『フロリダ航海記』、ル・シャルー『フロリダ殉難記』、作者不詳『フロリダ奪還記』より構成。
21. ラス・カサス インディアス史 1 〈長南実・増田義郎：訳〉 （1981年9月刊） ISBN 4000085417
22. ラス・カサス インディアス史 2 〈長南実・増田義郎：訳〉 （1983年9月刊） ISBN 4000085425
23. ラス・カサス インディアス史 3 〈長南実：訳〉 （1987年3月刊） ISBN 4000085433
24. ラス・カサス インディアス史 4 〈長南実：訳〉 （1990年2月刊） ISBN 4000085441
25. ラス・カサス インディアス史 5 〈長南実：訳〉 （1992年9月刊） ISBN 4000085506

### エクストラ・シリーズ
他と比べ多大なため、第Ⅰ期および第Ⅱ期の刊行から外れた原著・2文献は、下記の5巻で刊行された。
1. インカ・ガルシラーソ・デ・ラ・ベーガ インカ皇統記 1 〈牛島信明：訳〉 （1985年11月刊） ISBN 4000086162
2. インカ・ガルシラーソ・デ・ラ・ベーガ インカ皇統記 2 〈牛島信明：訳〉 （1986年8月刊） ISBN 4000086170
3. ベルナール・ディーアス・デル・カスティーリョ メキシコ征服記 1 〈小林一宏：訳〉 （1986年2月刊） ISBN 4000086189
4. ベルナール・ディーアス・デル・カスティーリョ メキシコ征服記 2 〈小林一宏：訳〉 （1986年6月刊） ISBN 4000086197
5. ベルナール・ディーアス・デル・カスティーリョ メキシコ征服記 3 〈小林一宏：訳〉 （1987年3月刊） ISBN 4000086200

## 後継の企画
本叢書（第Ⅱ期）の完結が近づいた1990年代以降、岩波書店は後継企画として、まず1990年 - 94年には大航海時代に引き続く17世紀・18世紀のヨーロッパ人による主要な世界探検・旅行の記録を収録した『17・18世紀大旅行記叢書』（第Ⅰ期）全10巻を刊行した。大航海時代叢書がスペイン人・ポルトガル人によるテクストを中心としていたのに対し、「17・18世紀」はイギリス人・フランス人による著作が多く収録された。
次いで並行し、1992年 - 95年には、大航海時代がもたらした世界の一体化に対する「新世界」側からの挑戦と、この挑戦がラス・カサスら同時代における旧世界のユマニストにどのような思想的影響を与えたか、に主眼を置いた『アンソロジー新世界の挑戦』全13巻が刊行された。
次に、これら18世紀に至るまでの世界旅行・探検による実在の「新世界」の記録に触発された人々が現実を批判し理想を語るために描き出したユートピアの文学作品を収録した『ユートピア旅行記叢書』全15巻が1996年 - 2002年に、並行して『17・18世紀大旅行記叢書 第Ⅱ期』全11巻が2001年 - 04年に刊行されている。
世界周航記（ディドロの架空世界周航記も含め）を収録した『シリーズ世界周航記』全8巻・別巻1として2006年 - 07年に刊行された。

## 文庫版
各・岩波文庫での改訂刊行
- 『コロンブス航海誌』 林屋永吉訳、1977年
叢書 第Ⅰ期 1巻より。原題は「クリストーバル・コロンの四回の航海」
  - 増補改版『コロンブス 全航海の報告』岩波文庫、2011年 ISBN 9784003342824
- ルイス・フロイス 『ヨーロッパ文化と日本文化』 岡田章雄訳・解説、1991年 ISBN 9784003345917
叢書 第Ⅰ期 11巻より。原題は「日欧文化比較」
- シエサ・デ・レオン 『インカ帝国史』 増田義郎訳、2006年 ISBN 9784003348819
- シエサ・デ・レオン 『インカ帝国地誌』 増田義郎訳、2007年 ISBN 9784003348826
叢書 第Ⅱ期 15巻より。訳者増田は多数の関連著作を刊行
- ラス・カサス 『インディアス史 1』 長南実訳 / 石原保徳編・解説（以下略）、2009年 ISBN 9784003342725
- ラス・カサス 『インディアス史 2』 長南実訳、2009年 ISBN 9784003342732
- ラス・カサス 『インディアス史 3』 長南実訳、2009年 ISBN 9784003342749
- ラス・カサス 『インディアス史 4』 長南実訳、2009年 ISBN 9784003342756
- ラス・カサス 『インディアス史 5』 長南実訳、2009年 ISBN 9784003342763
- ラス・カサス 『インディアス史 6』 長南実訳、2009年 ISBN 9784003342770
- ラス・カサス 『インディアス史 7』 長南実訳、2009年 ISBN 9784003342787
叢書 第Ⅱ期 21 - 25巻より。完全な文庫化でなく、編者石原保徳により圧縮した新編（全体の約7割）
- インカ・ガルシラーソ・デ・ラ・ベーガ 『インカ皇統記 1』 牛島信明訳、2006年 ISBN 9784003348918
- インカ・ガルシラーソ・デ・ラ・ベーガ 『インカ皇統記 2』 牛島信明訳、2006年 ISBN 9784003348925
- インカ・ガルシラーソ・デ・ラ・ベーガ 『インカ皇統記 3』 牛島信明訳、2006年 ISBN 9784003348932
- インカ・ガルシラーソ・デ・ラ・ベーガ 『インカ皇統記 4』 牛島信明訳、2006年 ISBN 9784003348949
叢書 エクストラ・シリーズ 1 - 3巻より。